# Кипар на Европском првенству у атлетици у дворани 2019.
Кипар је учествовао на 35. Европском првенству у дворани 2019 који се одржао у Глазгову, Шкотска, од 1. до 3. марта. Ови је било 22. учешће Кипра на европским првенствима у дворани од 1980. кад је први пут учествовао. Репрезентацију Кипра представљала су 4 спортиста (2 мушкарца и 2 жене) који су се такмичили у 4 дисциплине (2 мушке и 2 женске).
На овом првенству Кипар је делио 10. место по броју освојених медаља са 1 медаљом (златна).. У табели успешности према броју и пласману такмичара који су учествовали у финалним такмичењима (првих 8 такмичара) Кипар је са 1 учесником у финалу делио 24 место са 8 бода..
| Плас. | Земља | 1. место | 2. место | 3. место | 4. место | 5. место | 6. место | 7. место | 8. место | Бр. фин.-Бод. |
| ----- | ----- | -------- | -------- | -------- | -------- | -------- | -------- | -------- | -------- | ------------- |
| =24.  | Кипар | 1–8      | –        | –        | –        | -        | –        | –        | –        | 1-8           |

## Учесници
| Мушкарци: - Andreas Hadjitheoris — 60 м - Милан Трајковић — 60 м препоне | Жене: - Рамона Папајаону — 60 м - Елени Артимата — 400 м |  |

## Освајачи медаља (1)

### Злато (1)
- Милан Трајковић — 60 м препоне

## Резултати

### Мушкарци
| Атлетичар          | Дисциплина   | Лични рекорд | Квалификације | Квалификације | Полуфинале           | Полуфинале           | Финале               | Финале       | Детаљи |
| Атлетичар          | Дисциплина   | Лични рекорд | Резултат      | Место         | Резултат             | Место                | Резултат             | Место        | Детаљи |
| ------------------ | ------------ | ------------ | ------------- | ------------- | -------------------- | -------------------- | -------------------- | ------------ | ------ |
| Панајотис Тривизас | 60 м         | 6,68         | 6,90          | 7. у гр. 3    | Није се квалификовао | Није се квалификовао | Није се квалификовао | 36 / 44 (45) |        |
| Милан Трајковић    | 60 м препоне | 7,51 НР      | 7,65 КВ       | 1. у гр. 3    | 7,69 кв              | 4. у гр. 2           | 7,60                 |              |        |

### Жене
| Атлетичарка       | Дисциплина | Лични рекорд | Квалификације | Квалификације | Полуфинале            | Полуфинале            | Финале                | Финале       | Детаљи |
| Атлетичарка       | Дисциплина | Лични рекорд | Резултат      | Место         | Резултат              | Место                 | Резултат              | Место        | Детаљи |
| ----------------- | ---------- | ------------ | ------------- | ------------- | --------------------- | --------------------- | --------------------- | ------------ | ------ |
| Параскеви Андреоу | 60 м       | 7,40         | 7,48          | 6. у гр. 2    | Нису се квалификовале | Нису се квалификовале | Нису се квалификовале | 36 / 42 (43) |        |
| Елени Артимата    | 400 м      | 54,17        | 53,49 ЛР      | 5. у гр. 6    | Нису се квалификовале | Нису се квалификовале | Нису се квалификовале | 24 / 37      |        |